# О знаменитых людях (Светоний)
«О знаменитых людях» или «О знаменитых мужах» (лат. De viris illustribus) — сочинение римского писателя Светония, сборник биографий известных деятелей римской культуры. Считается, что оно было завершено и издано раньше, чем «Жизнь двенадцати цезарей» того же автора — в 106—113 или в 105—114 годах, но возможны и более поздние даты. Этот сборник сохранился только частично.
Сборник включал пять разделов: биографии поэтов, ораторов, историков, философов, а также грамматиков и риторов. Источниками для Светония стали сочинения энциклопедиста Марка Теренция Варрона, грамматика Сантры, историков Корнелия Непота и Фенестеллы.

## Значение
Сочинение Светония было популярно до V—VI веков среди грамматиков и учёных. Оно стало источником для Авла Геллия, Цензорина, Сервия Гонората, Макробия, Иоанна Лида, Исидора Севильского, Геннадия Массилийского, Ильдефонса Толедского.